# Maschgiach
Ein Maschgiach (hebräisch משגיח) ist ein Aufseher, der die Einhaltung der Regeln der jüdischen Speisegesetze, die Kaschrut, kontrolliert. Er muss alle überlieferten Gebote einhalten, wozu auch das Arbeitsverbot am Schabbat gehört. Die Oberaufsicht hat ein Rabbiner oder eine unter rabbinischer Aufsicht stehende Organisation. Von einem Maschgiach kontrollierte Lebensmittel, Metzgereien, Bäckereien oder Restaurants werden mit einem Koscher-Stempel (הכשר Hechscher) versehen. Ein Maschgiach kann von einem מפכח Mefakeach kontrolliert werden, ob dieser die Überprüfung der Einhaltung aller jüdischen Speisegesetze korrekt durchgeführt hat. Nachdem in Israel 70 % der Bevölkerung koschere Restaurants aufsuchen, hat ein Hechscher für die Restaurants eine existenzielle Bedeutung.